# Street (EXID)
Street è il primo album in studio del girl group sudcoreano EXID, pubblicato nel 2016.

## Tracce
1. Don't Want A Drive/Will You Take Me (데려다줄래) – 3:13
2. L.I.E (엘라이) – 3:31
3. I Know (알면서) – 3:15
4. Hello – 3:10
5. Cream – 3:13
6. 3% – 3:38
7. Only One – 3:53
8. Of Course (당연해) – 3:32
9. Are You Hungry (냠냠쩝쩝) – 3:18
10. Like The Seasons (여름, 가을, 겨울, 봄) – 3:46
11. Good – 3:24
12. Hot Pink (Remix) – 2:55
13. L.I.E (Jannabi Mix) – 2:57
14. Hot Pink (Bonus Track Itunes) – 3:27

## Classifiche
| Classifica (2016) | Posizione massima |
| ----------------- | ----------------- |
| Corea del Sud     | 2                 |